# 무유
무유(武儒, ? ~ 기원전 191년)는 전한의 군인이다. 개국공신 20위로 양추후(梁鄒侯)에 봉해졌다.

## 생애
고제가 거병하였을 때 알자(謁者)가 되어 진나라를 쳤고, 고제가 한왕(漢王)이 되었을 때는 장군이 되어 제후들을 평정하였다. 그 공로가 진비와 비견되었고, 양추후에 봉해졌다.
혜제 4년(기원전 191년)에 죽으니, 시호를 효라 하였고 작위는 아들 무최가 이었다.

## 출전
- 사마천, 《사기》 권18 고조공신후자연표

|  | 전한의 양추후 기원전 201년 정월 병오일 ~ 기원전 191년 | 후임 아들 무최 |